# كيفن قاي
كيفن قاي (بالإنجليزية: Kevin Guy)‏ هو لاعب كرة قدم أمريكية أمريكي، ولد في 6 ديسمبر 1972 في برمنغهام في الولايات المتحدة.